# Грибље
Грибље (словен. Griblje) је насељено место у општини Чрномељ, регија Југоисточна Словенија, Словенија.

## Историја
До територијалне реорганизације у Словенији било је у саставу старе општине Чрномељ.

## Становништво
У попису становништва из 2011. године, Грибље је имало 356 становника.
| Број становника према пописима | Број становника према пописима | Број становника према пописима |
| ------------------------------ | ------------------------------ | ------------------------------ |
| 1991                           | 2002                           | 2011                           |
| 369                            | 356                            | 356                            |

## Галерија
- детаљ
- река Купа (словен. Kolpa) у Грибљу, као гранична река између Словеније и Хрватске
- водопад
- Словеначка заштитна ограда на граници са Хрватском